# رین میاجی
رین میاجی (به ژاپنی: 宮道؛ زادهٔ ۸ ژوئیهٔ ۲۰۰۰) یک کشتی‌گیر آزادکار کشور ژاپن است.
از افتخارات وی می‌توان به کسب مدال نقره مسابقات قهرمانی کشتی جهان ۲۰۲۱ اشاره کرد.